# 铜小立人

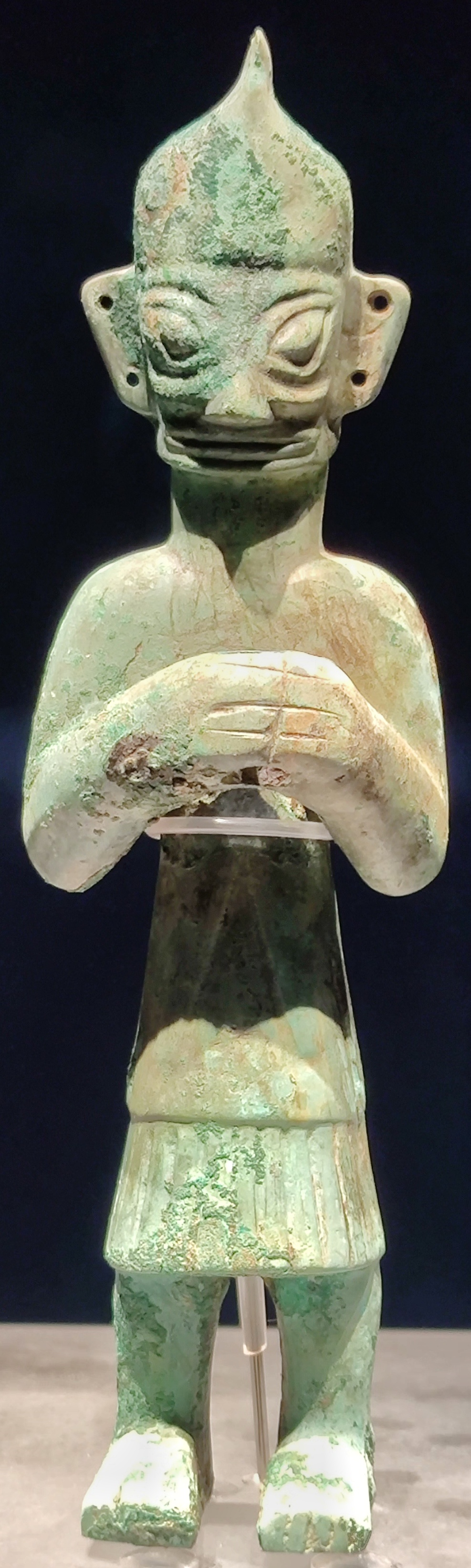
铜小立人

铜小立人是2021年出土于三星堆3号祭祀坑的文物。高不到20厘米，头戴尖头冠，身穿长袍，双手虚握，疑为在某种仪式上做的动作。因神似奥特曼引发网民热议。